# Marans (Charente-Maritime)
Marans is een gemeente in het Franse departement Charente-Maritime (regio Nouvelle-Aquitaine). De plaats maakt deel uit van het arrondissement La Rochelle. Marans telde op 1 januari 2022 4.487 inwoners.

## Geografie
De oppervlakte van Marans bedroeg op 1 januari 2022 82,49 vierkante kilometer; de bevolkingsdichtheid was toen 54,4 inwoners per km².
De onderstaande kaart toont de ligging van Marans met de belangrijkste infrastructuur en aangrenzende gemeenten.

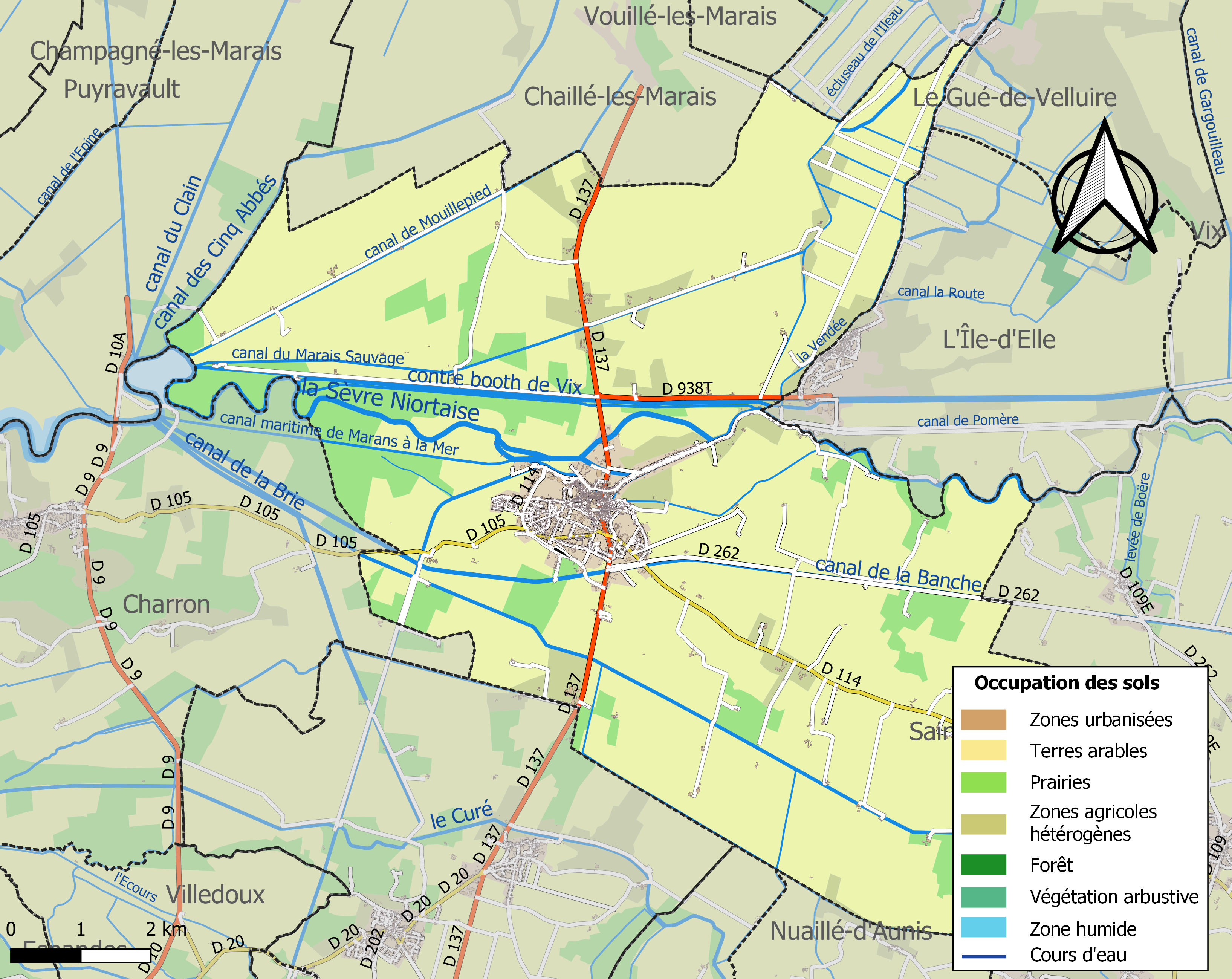

## Demografie
Onderstaande figuur toont het verloop van het inwonertal (bron: INSEE-tellingen).